# Pusana
Pusana is een geslacht van rechtvleugeligen uit de familie veldsprinkhanen (Acrididae). De wetenschappelijke naam van dit geslacht is voor het eerst geldig gepubliceerd in 1940 door Uvarov.

## Soorten
Het geslacht Pusana omvat de volgende soorten:
- Pusana chayuensis Yin, 1984
- Pusana laevis Uvarov, 1921
- Pusana ruglosa Uvarov, 1921